# Cardinals de Saint-Louis (football américain)
Cet article court présente un sujet plus développé dans : Cardinals de l'Arizona.
Cardinals de Saint-Louis (St. Louis Cardinals) était le nom que portait la franchise NFL des Cardinals de l'Arizona (Arizona Cardinals) entre 1960 et 1987, avant son départ pour l'Arizona.